# Шохма (приток Ингиря)
Шохма — река в России, протекает в Нейском и Антроповском районах Костромской области. Устье реки находится в 3,9 км по левому берегу реки Ингирь. Длина реки составляет 14 км.
Исток реки в заболоченном лесном массиве в 28 км к юго-западу от города Нея. Река течёт на юго-запад по ненаселённому лесу.

## Данные водного реестра
По данным государственного водного реестра России относится к Верхневолжскому бассейновому округу, водохозяйственный участок реки — Волга от города Кострома до Горьковского гидроузла (Горьковское водохранилище), без реки Унжа, речной подбассейн реки — Волга ниже Рыбинского водохранилища до впадения Оки. Речной бассейн реки — (Верхняя) Волга до Куйбышевского водохранилища (без бассейна Оки).
По данным геоинформационной системы водохозяйственного районирования территории РФ, подготовленной Федеральным агентством водных ресурсов:
- Код водного объекта в государственном водном реестре — 08010300412110000014220
- Код по гидрологической изученности (ГИ) — 110001422
- Код бассейна — 08.01.03.004
- Номер тома по ГИ — 10
- Выпуск по ГИ — 0